# Patrice L'Heureux
Pour les articles homonymes, voir L'Heureux.
Patrice L'Heureux est un boxeur poids lourds québécois né le 1er février 1972 dans la ville de Grand-Mère au Québec et mort le 8 octobre 2018 à Saint-Tite.

## Carrière
Il devient champion du Canada poids lourds le 13 novembre 2004 en battant au 9e round Steve McKay, titre qu'il conserve face à Art Binkowski le 18 juin 2005 avant de s'incliner contre David Cadieux par KO au 7e round le 12 mai 2006.